# Leonor Baldaque
Leonor Bessa-Luís Alves Baldaque (* 27. Januar 1977 in Porto) ist eine portugiesische Schauspielerin. Sie lebt in Rom.

## Leben
Sie ist die Enkelin der Schriftstellerin Agustina Bessa-Luís. Regisseur Manoel de Oliveira, der ein Freund und Bewunderer der Autorin ist, lernte Leonor Baldaque durch sie kennen. Als er eine Schauspielerin für seinen Film Unruhe (1998) suchte, bot er ihr die Rolle an. Sie nahm an und wandte sich fortan der Schauspielerei zu. Nachdem sie 2000 ihr Studium der Sprach- und Literaturwissenschaften an der Universität Porto beendet hatte, ging sie daher nach Paris, wo sie am Cours Florent Theater studierte und sich niederließ. Es folgten eine Reihe Rollen, insbesondere in Filmen des Manoel de Oliveira.
2009 heiratete sie und verbrachte die Hochzeitsreise in Apulien. Das Paar siedelte im gleichen Jahr nach Rom über, wo Leonor Baldaque ihren ersten Roman schrieb, auf Französisch. Vita – La Vie Légère erschien in der Collection Blanche des Verlags Éditions Gallimard. Sie arbeitet an ihrem zweiten Roman, in dem Italien und die italienische Malerei den Hintergrund bilden werden. (Stand: September 2013)
Seit 2023 tritt sie auch als Sängerin in Erscheinung, veröffentlichte bisher aber nur einzelne Songs (Stand: Oktober 2023).

## Filmografie
- 1998: Unruhe (Inquietude); R: Manoel de Oliveira
- 2000: Supercolla (Kurzfilm); R: David Bonneville
- 2001: Ich geh’ nach Hause (Je rentre à la maison); R: Manoel de Oliveira
- 2001: Das Porto meiner Kindheit (Porto da Minha Infância); R: Manoel de Oliveira
- 2002: O Princípio da Incerteza; R: Manoel de Oliveira
- 2004: O Quinto Império – Ontem Como Hoje; R: Manoel de Oliveira
- 2005: Maquete (Video-Kurzfilm); R: David Bonneville
- 2005: Espelho Mágico; R: Manoel de Olveira
- 2005: A Conquista de Faro (Kurzfilm); R: Rita Azevedo Gomes
- 2006: Belle Toujours; R: Manoel de Oliveira
- 2007: Christoph Kolumbus – Das Rätsel (Cristóvão Colombo – O Enigma); R: Manoel de Oliveira
- 2009: The Portuguese Nun (La religieuse portugaise); R: Eugène Green